# Kojima Akiko
Kojima Akiko (児島 明子 Kojima Akiko, Nhi Đảo Minh Tử) (hiragana: こじま あきこ, sinh ngày 29 tháng 10 năm 1936 tại Tokyo, Nhật Bản) là một người mẫu và hoa hậu của Nhật Bản từng đăng quang Hoa hậu Hoàn vũ 1959. Với chiến thắng của mình, bà đã trở thành người phụ nữ châu Á đầu tiên đăng quang danh hiệu Hoa hậu Hoàn vũ.
Bốn mươi tám năm sau chiến thắng của Akiko Kojima, người đẹp Mori Riyo đã mang vương miện Hoa hậu Hoàn vũ lần thứ hai về cho Nhật Bản.